# Großsteingräber bei Krevinghausen
Die Großsteingräber bei Krevinghausen waren drei Grabanlagen der jungsteinzeitlichen Trichterbecherkultur nahe dem zur Gemeinde Bissendorf gehörenden Ortsteil Krevinghausen im Landkreis Osnabrück (Niedersachsen) von denen heute nur noch eine existiert. Diese trägt die Sprockhoff-Nummer 918.

## Lage
Das erhaltene Grab befindet sich knapp zwei Kilometer östlich von Krevinghausen in einem Waldstück. Näher am Ort und 1,5 km bzw. 2,2 km westlich von Grab 1 befanden sich die im 19. Jahrhundert zerstörten Gräber 2 und 3.

## Beschreibung
Das erhaltene Grab ist nordwest-südöstlich orientiert. Die Grabkammer hat eine Länge von 4,5 m und eine Breite von 1,2 m. Zehn Wandsteine sind erhalten, allerdings stehen nur vier Steine der nordöstlichen Langseite noch in situ. Ein fünfter ist nach außen umgekippt. Die vier Steine der Südwestseite und der nordwestliche Abschlussstein sind ins Innere der Kammer gefallen. Von den Decksteinen sind noch zwei erhalten. Einer liegt in der Kammer, der andere verschleppt nordwestlich außerhalb davon. Einige weitere umherliegende Steine könnten vielleicht die Reste einer Umfassung darstellen. Der insgesamt recht schlechte Erhaltungszustand erlaubt keine genaue Rekonstruktion des ursprünglichen Aussehens der Anlage.
Nachdem das Grab 1927 durch Ernst Sprockhoff aufgenommen worden war, konnte Ernst Körner, der den dritten Band des „Atlas der Megalithgräber Deutschlands“ nach Sprockhoffs Tod herausgab, es bei einem erneuten Besuch im Jahr 1969, wohl wegen ungenauer Ortsangaben, nicht mehr wiederfinden. Die Anlage ist daher im Atlas irrtümlich als zerstört bezeichnet.